# جوزه د آبرو
جوزه د آبرو (انگلیسی: José de Abreu؛ زادهٔ ۲۴ مهٔ ۱۹۴۴) یک هنرپیشه اهل برزیل است.